# Guthrie Center, Iowa
Guthrie Center là một thành phố thuộc quận Guthrie, tiểu bang Iowa, Hoa Kỳ. Năm 2010, dân số của thành phố này là 1569 người.

## Dân số
Dân số qua các năm:
- Năm 2000: 1668 người.
- Năm 2010: 1569 người.